# Лабудери, Жан
Жан Лабудери (фр. Jean Labouderie; 13 февраля 1776, Шалинарг (департамент Канталь), — 2 мая 1849) — французский богослов и проповедник, учёный-филолог и переводчик, исследователь овернского диалекта.
Получил юридическое, затем духовное образование. Был возведён в священнический сан незадолго до Великой Французской революции, затем, в начале Конкордата, был викарием в Ланжаке, с 1804 года продолжил получение религиозного образования в Париже, с 1811 года служил викарием по книгам и науке и проповедником в Соборе Парижской Богоматери, перед Реставрацией Бурбонов получил сан аббата по философии и галлике. В 1831 году перенёс инсульт, негативно отразившийся на его здоровье. В последние годы жизни был главным викарием в Авиньоне и каноником в Сен-Флуре. Состоял членом Общества антикваров Франции (в 1823—1840 годах), а также академиком Руанской академии. Был решительным противником ультрамонтанства, за что подвергался преследованиям.
Написал, кроме большого числа богословских трудов: «Précis historique du méthodisme» (Париж, 1818), «Le Christianisme de Montaigne» (1819), «Notice sur Bourdaloue» (1825), «Notice historique sur dom Mabillon» (1825), «Notice historique sur Zwingli» (1828), «Lettres de Piron à Hygyes Maref» (1828) и др. Известен переводом нескольких частей Библии (в том числе «Книги Руфи» и притче о блудном сыне) на овернский диалект, а также изучением восточных языков. По некоторым данным, состоял в обществе розенкрейцеров.

## Труды
- Lettre de S. Vincent de Paul au cardinal de La Rochefoucauld, sur l’état de dépravation de l’abbaye de Longchamps. En latin, avec la traduction française et des notes, par J. L.
- Christianisme de Montaigne, ou Pensées de ce grand homme sur la religion. Précédé de la préface de la Théologie naturelle de Raymond de Sebonde et suivi de la lettre de Montaigne sur la mort de La Boétie, 1819 (réédition en 2009)
- Робинзон Крузо, перевод на испанский, Maдрид, 1850.
- Discours prononcé à Notre-Dame le 14 juin 1815 pour le baptême de Joseph-Marie-Louis-Jean Wolf, juif converti, 1818, Paris, 19 p.
- Panégyrique De Saint Louis, Roi De France, Prononcé Le 25 Aout 1824, Paris, 1824, 63 p.
- Lettres de M. (Jean-Didier) de Saint-Martin évêque de Caradre, vicaire apostolique du Su-Tchuein (1773—1781), à Ses Père Et Mère Et à Son Frère, Religieux Bénédictin, Paris, 1821, 525 p
- Lettres inédites de M. de Fénelon, archevêque de Cambrai, extraites des archives de Rome, 1823